# Sensationalism
Sensationalism är en form av redaktionell partiskhet inom massmedia där händelser och teman i nyheter överdrivs för att få fler läsare eller tittare. Sensationalism kan omfatta rapportering av frågor och händelser som är av ringa betydelse och inte påverkar samhället i stort, samt en rapportering av nyheter med stort nyhetsvärde där vinklingen sker på ett sensationellt och trivialt sätt. Det förekommer ofta kritik mot kvällstidningar om att de, för att öka sin lösnummerförsäljning, använder sig av sensationalism.
Tidningar som förlitar sig på sensationalism kallas (nedsättande) för den gula pressen.